# 陽向ゆき
陽向 ゆき（ひなた ゆき、2月26日 - ）は、日本の男性声優。京都府出身。エスエスピー所属。

## 人物
趣味はゲーム(デジタル・アナログ問わず)、TRPG、動画制作。特技は楽器演奏（オーボエ）。

## 出演

### テレビアニメ
- バトルアスリーテス大運動会 ReSTART!（2021年、記者）
- 盾の勇者の成り上がり（2022年、魂人）

### 吹き替え
- SP 国家情報局：Mr.ZOO（ヤギ、白い犬、部下男 他）
- ブレイクポイント 絶対零度防衛戦（ラゾ、クレップ、SS　他）
- ブレイク・タウン（ロバート巡査 / スパイダー / 男性客 / 無線 / 中継局の男）
- ノンストップ（アナウンス、秘書、テロリスト、情報院男 他）
- ベルヴィル・コップ（ボワイエ 他）

### デジタルコミック
2019年
- 狼くんにたべられそうです！（雨宮舜）

2020年
- 上司とヒミツの社外恋愛（都築征一郎）
- ケダモノくんはあきらめない（朝野海人）

2021年
- 高校生家族（家谷光太郎）
- メテオ・ストライク（不良）
- アメノフル（ドーナツ使い）
- 後輩部長ゆらりちゃん（瓦ヶ浜）
- 幽霊になったからパンツ見せてもバレないよね!?（健太）
- 忘却の僧侶（勇者ルージュ）
- BLACK MILK（被害者）
- MONSTERS（町の住人）
- APPLE（第3部隊）
- 恋の神様（太一の友人）
- DC3（カメラマン）
- PPPPPP（男子生徒、アナウンサー、幼少期の音上家）
- 刻どキ（鳩の友人）

2022年
- キミガシネ（三島和己）

2023年
- 鵺の陰陽師（クラスメイト、幻妖）

2024年
- しのびごと（ウミネコ）

### 舞台
- 朗読劇 クロッシングレジェンド（スノー）

### ラジオ
- レディオアニメ！サウンドパーティー（いちはらFM）
- FMDJオンエアーバトル！サウンドカフェ（いちはらFM、パーソナリティー）

### その他コンテンツ
- 吹奏楽団ベルエキップ　第７回定期演奏会（司会進行）
- ごくメン!〜お嬢な俺とイケメンマフィア〜PV（藤堂アヤメ）